# Corydon (Iowa)
Corydon è una città degli Stati Uniti d'America, situata nello Stato dell'Iowa, nella contea di Wayne, della quale è il capoluogo.